# Барс (Оверейсел)
Барс (нід. Baars) — селище в нідерландській провінції Оверейсел. Входить до муніципалітету Стенвейкерланд.
Його площа становить 2,12 км², а населення станом на 2021 рік складало 85 осіб.
Перша згадка про населений пункт датується 1340 роком.